# Guillaume Solau
Guillaume (Willem) Solau, né le 23 septembre 1863 à Bruxelles et y décédé le 20 août 1937 fut un homme politique belge socialiste.
Solau fut apprenti cigarier, apprenti décorateur, ouvrier dans une lustrerie, travailleur/graveur de bronze, secrétaire syndical. 
Il fut élu conseiller communal (1898-1937) de Bruxelles et sénateur de l'arrondissement de Bruxelles (1921-37).
Il fut décoré de la Croix civique pour acte de courage ou de bravoure 1re classe-Or.

## Sources
- Bio sur ODIS